# Beaver (Alaska)
Pour les articles homonymes, voir Beaver.
Beaver est une localité (Census-designated place) d'Alaska aux États-Unis qui se trouve dans la Région de recensement de Yukon-Koyukuk. Au recensement de 2010 sa population était de 84 habitants.

## Situation - climat
Elle est située sur la rive nord du fleuve Yukon, à 97 km à vol d'oiseau de Fort Yukon et à 177 km au nord de Fairbanks, à l'intérieur du Refuge faunique national des Yukon Flats.
Les températures extrêmes sont de −57 °C en janvier à 32 °C en juillet.

## Histoire
De l'or a été découvert en 1907 dans la région de la rivière Chandalar. Beaver devint alors un point de départ pour les mineurs. En 1910, Thomas Carter et H.E. Ashelby ouvrirent le premier comptoir à Beaver. Une poste a été ouverte en 1913, l'école en 1928, et une piste d'aérodrome a été construite en 1930.
Actuellement, le village vit d'une économie de subsistance, comme la pêche, la chasse, la cueillette, ou l'artisanat.

## Démographie
| 1930 | 1940 | 1950 | 1960 | 1970 | 1980 |
| ---- | ---- | ---- | ---- | ---- | ---- |
| 103  | 88   | 101  | 101  | 101  | 66   |

| 1990 | 2000 | 2010 | - | - | - |
| ---- | ---- | ---- | - | - | - |
| 103  | 84   | 84   | - | - | - |